# Пэрой
Пэрой (чечен. Пкъера) — покинутый аул в Итум-Калинском районе Чеченской Республики.

## География
Расположен не левом берегу реки Кериго, к юго-западу от районного центра Итум-Кали.
Ближайшие развалины бывших аулов: на северо-востоке — бывшие аулы Целахой и Цацахой, на северо-западе — бывшие аулы Хорци-Пада и Пежей, на юго-востоке — бывшие аулы Сакенхой и Корестхой, на востоке — бывший аул Люнки, на западе — бывший аул Шундыки.